# Ofidoússa (Schinoússa)
Ne doit pas être confondu avec Ofidoússa, un autre îlot situé dans le Dodécanèse
Ofidoússa (grec moderne : Οφειδούσσα) est une petite île grecque des Cyclades située dans le sud de la mer Égée, à proximité de l'île de Schinoússa. Elle fait partie du dème de Náxos et Petites Cyclades.

## Géographie
Elle s'étend sur plus de 1,7 km de longueur pour une largeur maximale d'environ 450 m. Elle est inhabitée. 